# Geropa concolor
Geropa concolor là một loài bọ cánh cứng trong họ Cerambycidae.